# ترانه‌شناسی محسن یگانه
این نوشتار فهرستی از آثار محسن یگانه، خواننده ایرانی و فعالیت‌های او در عرصه‌های مختلف است.

## آلبوم‌ها[۱]

### آلبوم‌های استودیویی (رسمی)
| سال  | جزئیات آلبوم                             |
| ---- | ---------------------------------------- |
| ۱۳۸۷ | نفس‌های بی‌هدف - تاریخ انتشار: ۱۷ تیر ۱۳۸۷ |
| ۱۳۸۹ | رگ خواب - تاریخ انتشار: ۲۰ مرداد ۱۳۸۹    |
| ۱۳۹۱ | حباب - تاریخ انتشار: ۳۰ مهر ۱۳۹۱         |
| ۱۳۹۴ | نگاه من - تاریخ انتشار: ۲۰ اردیبهشت ۱۳۹۴ |

### چندآهنگه‌ها
| سال  | جزئیات آلبوم                      |
| ---- | --------------------------------- |
| ۱۳۹۲ | ئی‌پی - منتشرشده در: ۲۷ اسفند ۱۳۹۲ |

### آلبوم‌های استودیویی (غیررسمی)
سال کبیسه منتشرشده در آبان ۱۳۸۴
ترانه‌سرا: محسن یگانه
آهنگساز: محسن یگانه، محسن چاوشی
تنظیم: محسن چاوشی
همخوانان: محسن چاوشی، حامد هاکان
قطعات (به ترتیب): برو برو، خبر نداری، خیال، نشکن دلمو، نفرین، سال کبیسه، سرنوشت
کالکشن با عنوان «وقتی رفتی» منتشرشده در بهمن ۱۳۸۴
این مجموعه شامل چهار تک‌آهنگ از قبل منتشر شده و سه تک‌آهنگ جدید است.
ترانه‌سرا: محسن یگانه
آهنگساز: محسن یگانه و محسن چاوشی
تنظیم: محسن چاوشی
قطعات (به ترتیب): وقتی رفتی، غربت من، نفرین (ورژن دیگر)، خون جگر، هنوز، چی بگم، وقتی نیستی
- ملودی قطعه نفرین: اقتباسی از قطعه نفرین محسن چاوشی
- همراهی در ضبط و تنظیم: رضا فوادیان
- همخوان قطعه وقتی رفتی: محسن چاوشی

کالکشن با عنوان «آخه دل من» منتشرشده در اسفند ۱۳۸۴
این مجموعه شامل دو تک‌آهنگ از قبل منتشر شده و سه تک‌آهنگ جدید است.
ترانه‌سرا: محسن یگانه
آهنگساز: محسن یگانه
تنظیم: محسن چاوشی
قطعات (به ترتیب): آخه دل من، دلمو بردی، روتو کم کن، آتیش پاره، کربلا
- ملودی قطعه دلمو بردی: اقتباسی
- همراهی در ضبط و تنظیم: رضا فوادیان

## تک‌آهنگ‌ها
این آهنگ‌ها از ۱۳۸۴ تا کنون با ترانه‌سرایی و آهنگسازی خود یگانه به صورت رسمی و غیررسمی وارد بازار موسیقی شده‌است.
آلبوم‌های کالکشن وقتی رفتی، آخه دل من و همچنین مجموعه‌های دیگر مانند بنویس از سر خط و ته خط، از دور هم جمع شدن همین تک‌آهنگ‌ها تشکیل شده‌اند.
| شماره | نام ترانه              | سال پخش | تنظیم                   | توضیحات |
| ----- | ---------------------- | ------- | ----------------------- | --- |
| ۱     | آخه دل من              | ۱۳۸۴    | محسن یگانه              | نسخهٔ اولیه |
| ۲     | چی بگم                 | ۱۳۸۴    |                         | اجرا شده با گیتار |
| ۳     | چوپون دروغگو           | ۱۳۸۴    | محسن یگانه              | |
| ۴     | دلمو بردی              | ۱۳۸۴    | محسن یگانه              | ملودی: برگرفته از قطعهٔ یونانی Ola Odigoun Se Sena اثر دسپینا وندی؛ آهنگساز: Phoebus                                          |
| ۵     | ای دل تنها (هنوز)      | ۱۳۸۴    | محسن یگانه              | نسخهٔ اجرا شده با گیتار این قطعه نیز منتشر شده‌است                                                                             |
| ۶     | فاصله                  | ۱۳۸۴    |                         | اجرا شده با گیتار |
| ۷     | غریبه                  | ۱۳۸۴    |                         | اجرا شده با گیتار |
| ۸     | غربت من                | ۱۳۸۴    | محسن یگانه              | |
| ۹     | گل آفتاب (آسمونی)      | ۱۳۸۴    | شادمهر عقیلی            | بازخوانی آهنگ شادمهر عقیلی؛ ترانه‌سُرا: نیلوفر لاری‌پور، آهنگساز: شادمهر عقیلی                                                  |
| ۱۰    | جمعه                   | ۱۳۸۴    | محسن یگانه              | |
| ۱۱    | کربلا                  | ۱۳۸۴    | محسن یگانه              | به مناسبت ماه محرم |
| ۱۲    | خون‌جگر (کدوم شانس؟)    | ۱۳۸۴    | محسن یگانه              | |
| ۱۳    | خیالی نیست             | ۱۳۸۴    | شادمهر عقیلی            | بازخوانی آهنگ شادمهر عقیلی؛ ترانه‌سُرا: شاهکار بینش‌پژوه، آهنگساز: شادمهر عقیلی                                                 |
| ۱۴    | نفرین                  | ۱۳۸۴    | محسن یگانه              | نسخهٔ ریمیکس |
| ۱۵    | وقتی رفتی              | ۱۳۸۴    | محسن یگانه              | با همراهی محسن چاوشی |
| ۱۶    | وقتی نیستی             | ۱۳۸۴    | محسن یگانه              | |
| ۱۷    | گل هیاهو               | ۱۳۸۴    | بهروز صفاریان           | بازخوانی آهنگ فریدون آسرایی؛ ترانه‌سُرا: رضا جز مطلب تبریزی، آهنگساز: فریدون آسرایی                                            |
| ۱۸    | گرد و غبار             | ۱۳۸۵    |                         | اجرا شده با پیانو |
| ۱۹    | اشک                    | ۱۳۸۵    |                         | اجرا شده با گیتار |
| ۲۰    | آتیش‌پاره               | ۱۳۸۵    | محسن یگانه              | |
| ۲۱    | اِندِ خلاف               | ۱۳۸۵    | محسن یگانه              | |
| ۲۲    | گیرم بازم بیای         | ۱۳۸۵    |                         | اجرا شده با گیتار در اولین کنسرت (در نیشابور)                                                                                |
| ۲۳    | گرگ و میش              | ۱۳۸۵    | محسن یگانه              | ترانه‌سُرا: فرزاد حسنی؛ تیتراژ فیلم سینمایی گرگ و میش (در نهایت تیتراژ با صدای یگانه پخش نشد)                                  |
| ۲۴    | خاطره                  | ۱۳۸۵    |                         | اجرا شده با گیتار |
| ۲۵    | نفس‌بریده               | ۱۳۸۵    | محسن چاوشی              | به همراه محسن چاوشی؛ ترانه‌سُرا و آهنگساز: محسن چاوشی                                                                          |
| ۲۶    | یکی رفت یکی موند       | ۱۳۸۵    |                         | اجرا شده در کنسرت |
| ۲۷    | روتو کم کن             | ۱۳۸۶    | محسن یگانه              | |
| ۲۸    | زندونی                 | ۱۳۸۶    | محسن یگانه              | |
| ۲۹    | جوون آریایی            | ۱۳۸۶    | محسن یگانه              | |
| ۳۰    | خاکسترم نکن            | ۱۳۸۶    | محسن یگانه              | ترانه‌سُرا: عبدالجبار کاکایی، ملودی: برگرفته از قطعهٔ یونانی Magaliazi To Skotadi اثر هلنا پاپارازیو؛ آهنگساز: Vasilis Kelaidis |
| ۳۱    | خیال تو                | ۱۳۸۶    | شهاب اکبری              | ترانه‌سُرا: روزبه بمانی؛ تیتراژ برنامهٔ تلویزیونی ماه‌عسل                                                                        |
| ۳۲    | حیف                    | ۱۳۸۷    | محسن یگانه              | ملودی: برگرفته از قطعهٔ ترکیه‌ای Kıyamam اثر Doğuş                                                                             |
| ۳۳    | نرو از آغوشم (محرمانه) | ۱۳۸۷    |                         | ترانه‌سُرا: روزبه بمانی؛ ماکت لو رفته با صدای محسن یگانه                                                                       |
| ۳۴    | مرگ خاموش              | ۱۳۸۷    | محسن یگانه              | موسیقی متن برنامهٔ مستند تلویزیونی شوک                                                                                        |
| ۳۵    | چرا؟ (جواب)            | ۱۳۸۸    | محسن یگانه              | |
| ۳۶    | نشانی                  | ۱۳۸۸    | شهاب اکبری              | ترانه‌سُرا: عبدالجبار کاکایی؛ تیتراژ برنامهٔ تلویزیونی نشان بی‌نشان‌ها                                                            |
| ۳۷    | سولو گیتار             | ۱۳۸۸    | محسن یگانه              | تکنوازی گیتار |
| ۳۸    | هم‌وطن                  | ۱۳۸۸    |                         | به همراه فرزاد فرزین؛ اجرا شده در کنسرت                                                                                      |
| ۳۹    | آدما                   | ۱۳۸۹    | محسن یگانه              | نسخهٔ اولیه؛ تیتراژ فیلم تلویزیونی یه آسمون آبی سقف اتاق منه                                                                  |
| ۴۰    | آسمان همیشه ابری نیست  | ۱۳۸۹    | شهاب اکبری              | تیتراژ پایانی سریال آسمان همیشه ابری نیست                                                                                    |
| ۴۱    | فداکاری                | ۱۳۸۹    | محسن یگانه              | |
| ۴۲    | یالان                  | ۱۳۹۰    | محسن یگانه              | بازخوانی آهنگ Yalan اثر Candan Erçetin؛ ترانه‌سُرا: Mete Ozgencil، آهنگساز: Yıldız Usmanova                                    |
| ۴۳    | قلب یخی                | ۱۳۹۰    | محسن یگانه              | تیتراژ و متن سریال قلب یخی                                                                                                   |
| ۴۴    | کاش                    | ۱۳۹۰    | محسن یگانه              | تیتراژ و متن سریال قلب یخی                                                                                                   |
| ۴۵    | امیدی که نمی‌بازم       | ۱۳۹۰    | محسن یگانه              | تیتراژ و متن سریال قلب یخی                                                                                                   |
| ۴۶    | هراس                   | ۱۳۹۰    | شهاب اکبری              | تیتراژ و متن سریال قلب یخی؛ بخشی از آهنگ «تقاص»                                                                              |
| ۴۷    | می‌ترسم                 | ۱۳۹۰    | محسن یگانه              | |
| ۴۸    | سکوت                   | ۱۳۹۰    | مهران عباسی             | نسخهٔ ریمیکس |
| ۴۹    | دور خودت نچرخ          | ۱۳۹۰    | محسن یگانه              | تیتراژ سریال نوروزی فراموشی                                                                                                  |
| ۵۰    | نباشی                  | ۱۳۹۰    | مهران عباسی             | نسخهٔ ریمیکس |
| ۵۱    | خیلی دلم ازت پره       | ۱۳۹۰    | محسن یگانه              | |
| ۵۲    | تقاص                   | ۱۳۹۱    | شهاب اکبری              | بخشی از این آهنگ در سریال قلب یخی پخش شده بود                                                                                |
| ۵۳    | یه هفته به عید         | ۱۳۹۱    | پازل بند                | به مناسبت سالگرد شهادت پدرش                                                                                                  |
| ۵۴    | دوسِت دارم              | ۱۳۹۱    | پازل بند                | نسخهٔ ریمیکس |
| ۵۵    | امروز تولد منه         | ۱۳۹۲    | پازل بند                | هدیه‌ای به طرفداران |
| ۵۶    | خسته‌م                  | ۱۳۹۲    | محسن یگانه              | |
| ۵۷    | خیابونا                | ۱۳۹۲    | هومن نامداری            | ترانه‌سُرا: علی ثابت‌قدم؛ از ساخته‌های محسن یگانه برای دیگران که به علت لو رفتن ماکت، با صدای خود یگانه پخش شد                   |
| ۵۸    | قرصای خواب‌آور          | ۱۳۹۲    | محسن یگانه              | |
| ۵۹    | من                     | ۱۳۹۲    | محسن یگانه              | |
| ۶۰    | بازم بخند              | ۱۳۹۲    | محسن یگانه              | |
| ۶۱    | فداکاری                | ۱۳۹۳    | مهران عباسی             | نسخهٔ ریمیکس |
| ۶۲    | ناامیدم می‌کنی          | ۱۳۹۳    | محسن یگانه              | |
| ۶۳    | بهت قول میدم           | ۱۳۹۴    | محسن یگانه              | |
| ۶۴    | هرچی تو بخوای          | ۱۳۹۵    | مهیار رضوان             | ترانه‌سُرا: روزبه بمانی؛ تیتراژ آغازین برنامهٔ تلویزیونی ماه‌عسل                                                                 |
| ۶۵    | کویر                   | ۱۳۹۵    | محسن یگانه              | |
| ۶۶    | وابستگی                | ۱۳۹۵    | پازل بند                | |
| ۶۷    | بهت قول میدم           | ۱۳۹۵    | محسن یگانه              | نسخهٔ آنپلاگد |
| ۶۸    | پا به پای تو           | ۱۳۹۵    | محسن یگانه              | منتشر شده در دو نسخه؛ الکترونیک و آکوستیک                                                                                    |
| ۶۹    | بعد تو                 | ۱۳۹۶    | محسن یگانه              | |
| ۷۰    | عبور                   | ۱۳۹۶    | محسن یگانه              | |
| ۷۱    | فکر تو                 | ۱۳۹۷    | محسن یگانه              | |
| ۷۲    | دیوار                  | ۱۳۹۷    | محسن یگانه              | نسخه جدیدی از آهنگ دیوار در آلبوم نگاه من                                                                                    |
| ۷۳    | دریابم                 | ۱۳۹۷    | محسن یگانه              | |
| ۷۴    | دیره                   | ۱۳۹۷    | محمد آبایی              | |
| ۷۵    | موهات                  | ۱۳۹۸    | محسن یگانه              | |
| ۷۶    | خودخواه                | ۱۳۹۹    | شهاب اکبری              | |
| ۷۷    | شهر خاکستری            | ۱۳۹۹    | محمد آبایی              | ابتدا قرار بود با نام «نیستی» منتشر شود ولی پس از تغییرات در شعر با این نام پخش شد                                           |
| ۷۸    | ندارمت                 | ۱۴۰۱    | علیرضا ریاضی            | |
| ۷۹    | درندشت                 | ۱۴۰۲    | محسن یگانه ، امین طالعی | |
| ۸۰    | دل تنها                | ۱۴۰۲    | محمد آبایی              | بازخوانی آهنگ هنوز (ای دل تنها)                                                                                              |
| ۸۱    | زندگیم سوخت            | ۱۴۰۲    | احسان یزدانی            | |
| ۸۲    | بترس                   | ۱۴۰۳    | بهروز صفاریان           | |
| ۸۳    | تو خوب                 | ۱۴۰۳    | محمد آبایی              | |
| ۸۴    | تقویم مچاله            | ۱۴۰۴    | محمد آبایی              | |

## نماهنگ
- اجرای زندهٔ قطعهٔ «بهت قول میدم» مربوط به کنسرت تهران - ۱۳۹۵/۰۵/۱۱ — تاریخ پخش: ۰۳ دی ۱۳۹۵[۴][۵]

## فعالیت‌های سینمایی و تلویزیونی
| نام قطعه(ها)          | توضیحات |
| --------------------- | --- |
| گرگ و میش             | تیتراژ فیلم سینمایی «گرگ و میش» در سال ۱۳۸۵ (با ترانه‌ای از فرزاد حسنی) (در نهایت تیتراژ این فیلم سینمایی با صدای محسن یگانه پخش نشد)                                  |
| خیال تو               | تیتراژ برنامه تلویزیونی «ماه‌عسل» در سال ۱۳۸۶ به کارگردانی مهرداد طاهری و اجرای احسان علیخانی (با ترانه‌ای از روزبه بمانی و تنظیم شهاب اکبری)                           |
| مرگ خاموش             | موسیقی متن برنامه مستند تلویزیونی «شوک» به تهیه‌کنندگی فرشاد شکیبی در سال ۱۳۸۷                                                                                         |
| نشانی                 | تیتراژ برنامه تلویزیونی «نشان بی نشان‌ها» به کارگردانی و تهیه‌کنندگی علیرضا کرمی در سال ۱۳۸۸                                                                            |
| آدما                  | تیتراژ فیلم تلویزیونی «یه آسمون آبی سقف اتاق منه» به کارگردانی مجتبی چراغعلی در سال ۱۳۸۹ (آهنگ در پخش اول فیلم، مجوز پخش نگرفت و در پخش‌های بعدی در تیتراژ استفاده شد) |
| آسمان همیشه ابری نیست | تیتراژ سریال «آسمان همیشه ابری نیست» به کارگردانی سعید عالم‌زاده در سال ۱۳۸۹                                                                                           |
| قلب یخی               | تیتراژ و متن سریال «قلب یخی» به کارگردانی محمدحسین لطیفی در سال ۱۳۹۰                                                                                                  |
| کاش                   | تیتراژ و متن سریال «قلب یخی» به کارگردانی محمدحسین لطیفی در سال ۱۳۹۰                                                                                                  |
| امیدی که نمی‌بازم      | تیتراژ و متن سریال «قلب یخی» به کارگردانی محمدحسین لطیفی در سال ۱۳۹۰                                                                                                  |
| هراس                  | تیتراژ و متن سریال «قلب یخی» به کارگردانی محمدحسین لطیفی در سال ۱۳۹۰                                                                                                  |
| دور خودت نچرخ         | تیتراژ سریال «فراموشی» به کارگردانی سعید سلطانی در نوروز سال ۱۳۹۱ |
| هرچی تو بخوای         | تیتراژ برنامه تلویزیونی «ماه‌عسل» در سال ۱۳۹۵ به تهیه‌کنندگی و اجرای احسان علیخانی (با ترانه‌ای از روزبه بمانی و تنظیم مهیار رضوان)                                      |

## آهنگسازی برای دیگران
| نام خواننده       | نام ترانه              | ترانه‌سرا                | آهنگساز                | تنظیم          |
| ----------------- | ---------------------- | ----------------------- | ---------------------- | -------------- |
| عایشه‌گل جوشکون    | Söz Verdim             | عایشه‌گل جوشکون          | محسن یگانه             | محمد آبایی     |
| محمد اصفهانی      | حالا که اومدی          | سیدجواد حسینی           | محسن یگانه             | علی اخلاقی     |
| محمد بابایی       | بغض                    | محسن یگانه              | محسن یگانه             | گروه پازل      |
| علی لهراسبی       | نشانه                  | محسن یگانه              | محسن یگانه             | علی ثابت       |
| علی لهراسبی       | دلنوازان               | عبدالجبار کاکایی        | محسن یگانه             | بهروز صفاریان  |
| علی لهراسبی       | دلواپسی                | محسن یگانه              | محسن یگانه             | بهروز صفاریان  |
| علی لهراسبی       | سزامه                  | محسن یگانه              | برگرفته از قطعه یونانی | بهروز صفاریان  |
| علی لهراسبی       | اتاق سوت و کور         | محسن یگانه              | محسن یگانه             | شهاب اکبری     |
| علی لهراسبی       | چشامو بستم             | محسن یگانه              | برگرفته از قطعه یونانی | بهروز صفاریان  |
| علی لهراسبی       | غافل                   | محسن یگانه              | محسن یگانه             | شهاب اکبری     |
| علی لهراسبی       | بعد رفتنت              | محسن یگانه              | محسن یگانه             | بهروز صفاریان  |
| علی لهراسبی       | خوب فکر کن             | حدیث دهقان/محسن یگانه   | محسن یگانه             | محمد ناهیدی    |
| علی لهراسبی       | به‌خاطر تو              |                         | محسن یگانه             |                |
| علی لهراسبی       | محرمانه (نرو از آغوشم) | روزبه بمانی             | محسن یگانه             |                |
| سهیل جامی         | مرد نقره‌ای             | یاحا کاشانی             | محسن یگانه             | اشکان آبرون    |
| احسان آریا        | دشمن خونی              | محسن یگانه              | محسن یگانه             | محسن یگانه     |
| احسان آریا        | از الان تا ابد         | محسن یگانه              | محسن یگانه             | محسن یگانه     |
| رامین بی‌باک       | سقوط                   | محسن یگانه              | محسن یگانه             | محسن یگانه     |
| مسعود سعیدی       | فاصله                  | محسن یگانه              | محسن یگانه             | نوید میرزایی   |
| مسعود سعیدی       | برگرد                  | محسن یگانه              | محسن یگانه             | شهاب اکبری     |
| مسعود سعیدی       | دوستم نداری            | محسن یگانه              | محسن یگانه             |                |
| حامد محضرنیا      | روزگار من              | محسن یگانه              | محسن یگانه             | کامران میرزایی |
| مهرداد مهدیار     | محکمه                  | مونا برزویی             | محسن یگانه             | شهاب اکبری     |
| صابر برندکام      | امواج احساس            | محسن یگانه              | محسن یگانه             | حامد مقربی     |
| هومن سودمند       | منو مجبورم نکن         | محسن یگانه              | محسن یگانه             | کوشان حداد     |
| هومن سودمند       | مهره                   | محسن یگانه              | محسن یگانه             | کوشان حداد     |
| هومن سودمند       | ردپا                   | محسن یگانه              | محسن یگانه             | پدرام کشتکار   |
| امیر پاشا         | وارونه                 | محسن یگانه              | محسن یگانه             | آرش آزاد       |
| علیرضا مولایی     | با من بمون             | محسن یگانه              | محسن یگانه             | شهاب اکبری     |
| امیرعلی زمانی     | خیلی چیزا              | مونا برزویی             | محسن یگانه             | شهاب اکبری     |
| علی رهبری         | نمی‌مونه                | محسن یگانه              | محسن یگانه             | پازل بند       |
| شاهین آرین        | زمستون                 | محسن یگانه              | محسن یگانه             | فربد یزدانفر   |
| ابوالفضل فلاح     | صدای غم‌گرفته           | محسن یگانه              |                        |                |
| پیمان زارعی       | به خیالت               | محسن یگانه              | محسن یگانه             | فرزان حسن‌وند   |
| رهام بخشیان       | می‌خوای با من نباشی؟    | محسن یگانه              | محسن یگانه             | رهام بخشیان    |
| فرخ قریب          | سکانس آخر              | ایمان سبحانی            | محسن یگانه             | محسن یگانه     |
| مصطفی آشتیانی     | میهمان ویژه            | عبدالجبار کاکایی        | محسن یگانه             | شایان نایب     |
| مرتضی شعبانی      | بخواب آروم             | محسن یگانه              | محسن یگانه             |                |
| چنگیز حبیبیان     | دعا کن                 | محسن یگانه              | علیرضا افکاری          | علیرضا افکاری  |
| مهرداد شهسوارزاده | عشق خاکستری            | محسن یگانه/حمید نصرالهی | محسن یگانه             | شهاب اکبری     |
| مسعود فتحی        | غمگین‌ترین غروب دنیا    | مریم اسدی/محسن یگانه    | محسن یگانه             | امیر حیدری     |
| مسعود فتحی        | وقتی می‌رفتی            | محسن یگانه              | محسن یگانه             | مهران عباسی    |
| علی کاتبی         | زمونه                  |                         | محسن یگانه             | محسن یگانه     |